# Nero
Il nero è un colore  con luminosità teoricamente nulla, senza tinta (per cui è detto "colore acromatico") e neutro, in quanto non creabile dal nulla. 
Più precisamente è dato dalla sintesi sottrattiva di tutti i colori dello spettro visibile (o di tre colori primari, ad esempio rosso, verde e blu oppure ciano, magenta e giallo). Da questo punto di vista, può essere considerato l'opposto del bianco, anch'esso senza tinta, ma dato dalla sintesi additiva di tutti i colori dello spettro visibile (o di tre colori primari). In questo senso, si dice comunemente che il bianco è dato dalla "combinazione di tutti i colori", mentre il nero è dato dall'"assenza di colore".

## Etimologia
"Nero" proviene dal latino "nĭger", che ha lo stesso significato.

## In natura

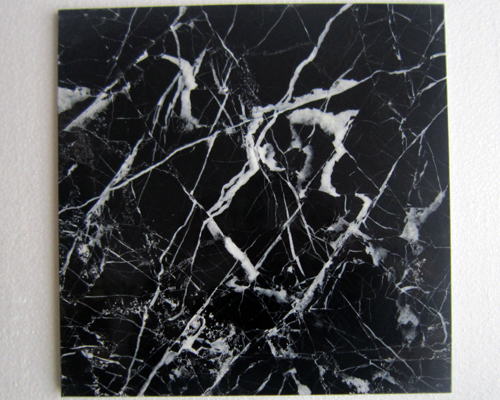
Marmo nero

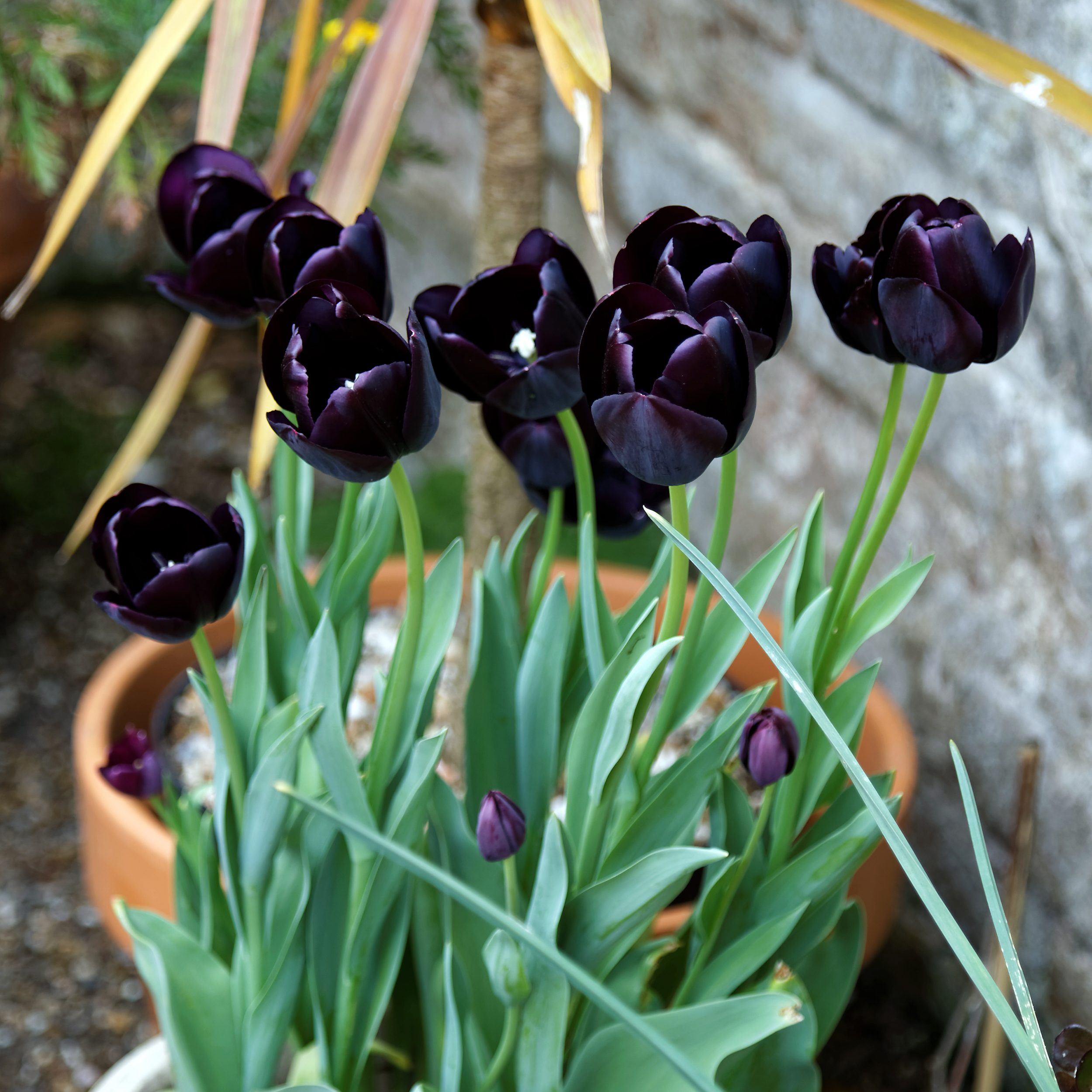
Tulipani neri
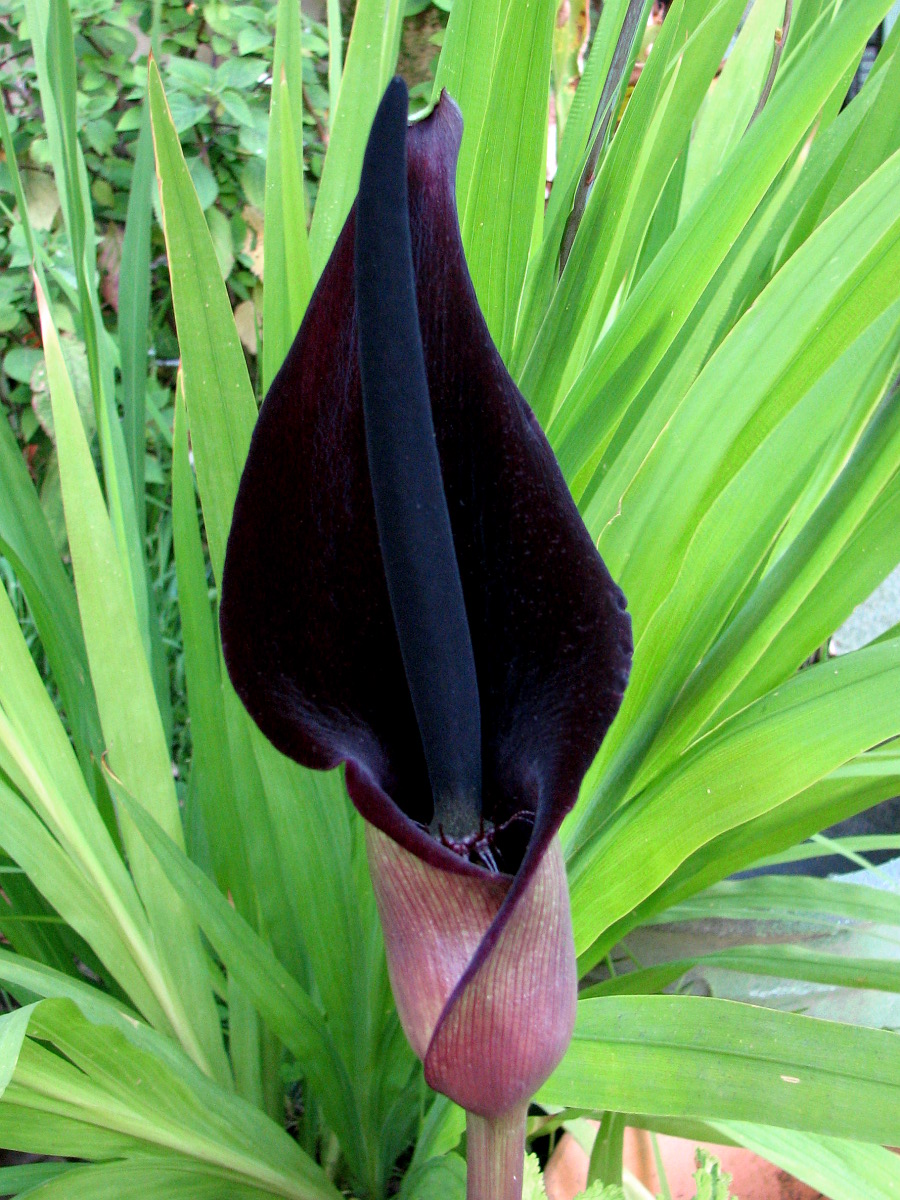
Arum palaestinum
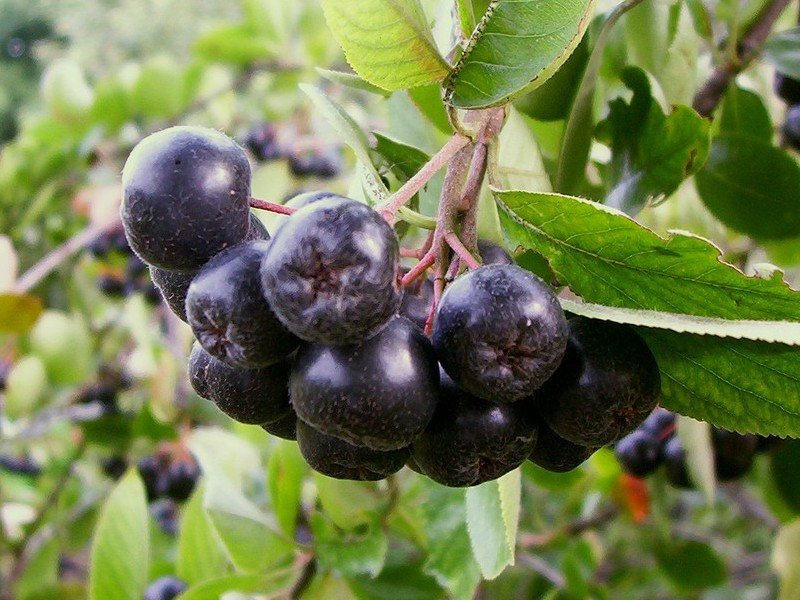
Aronia melanocarpa
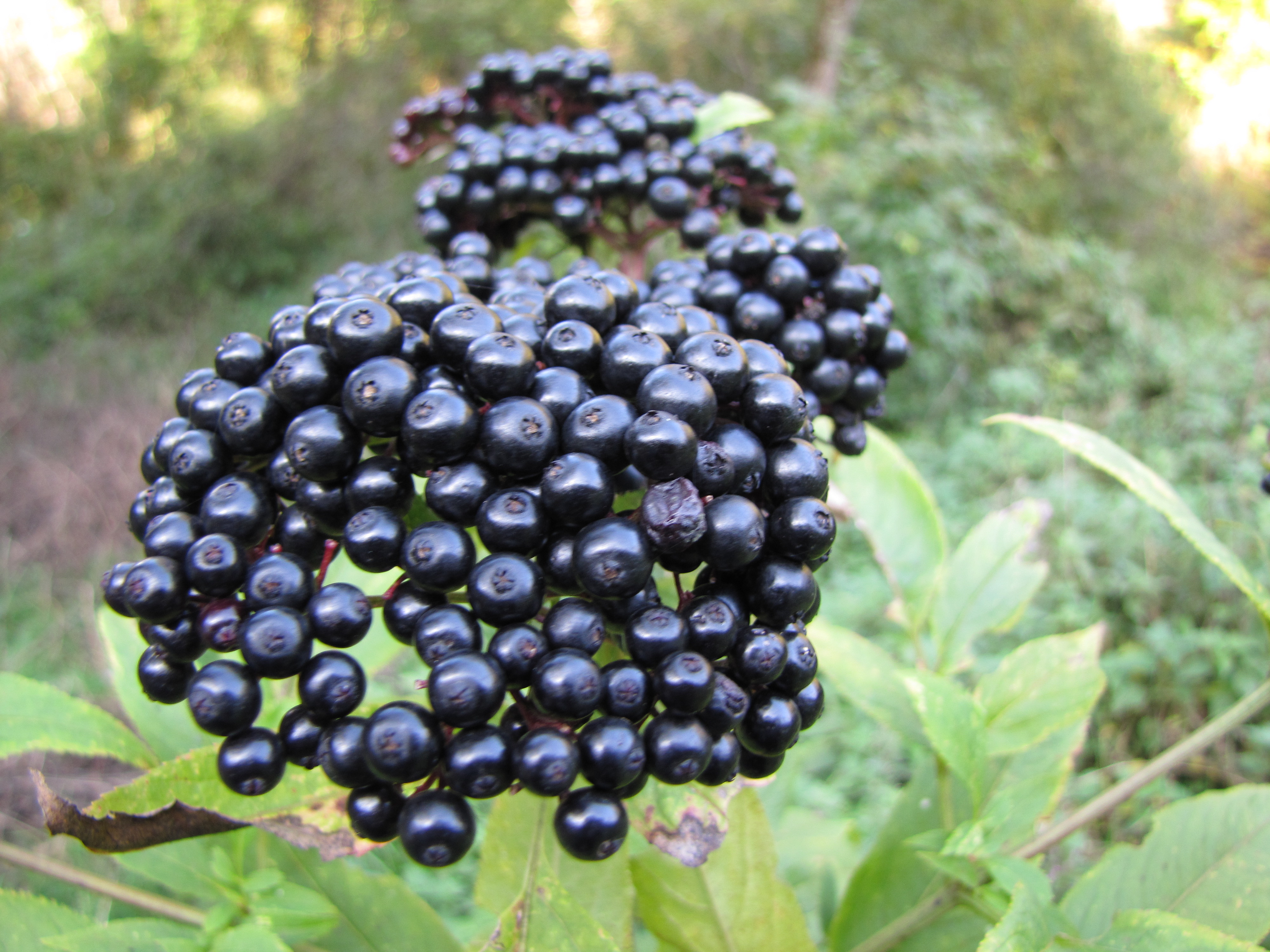
Sambucus ebulus
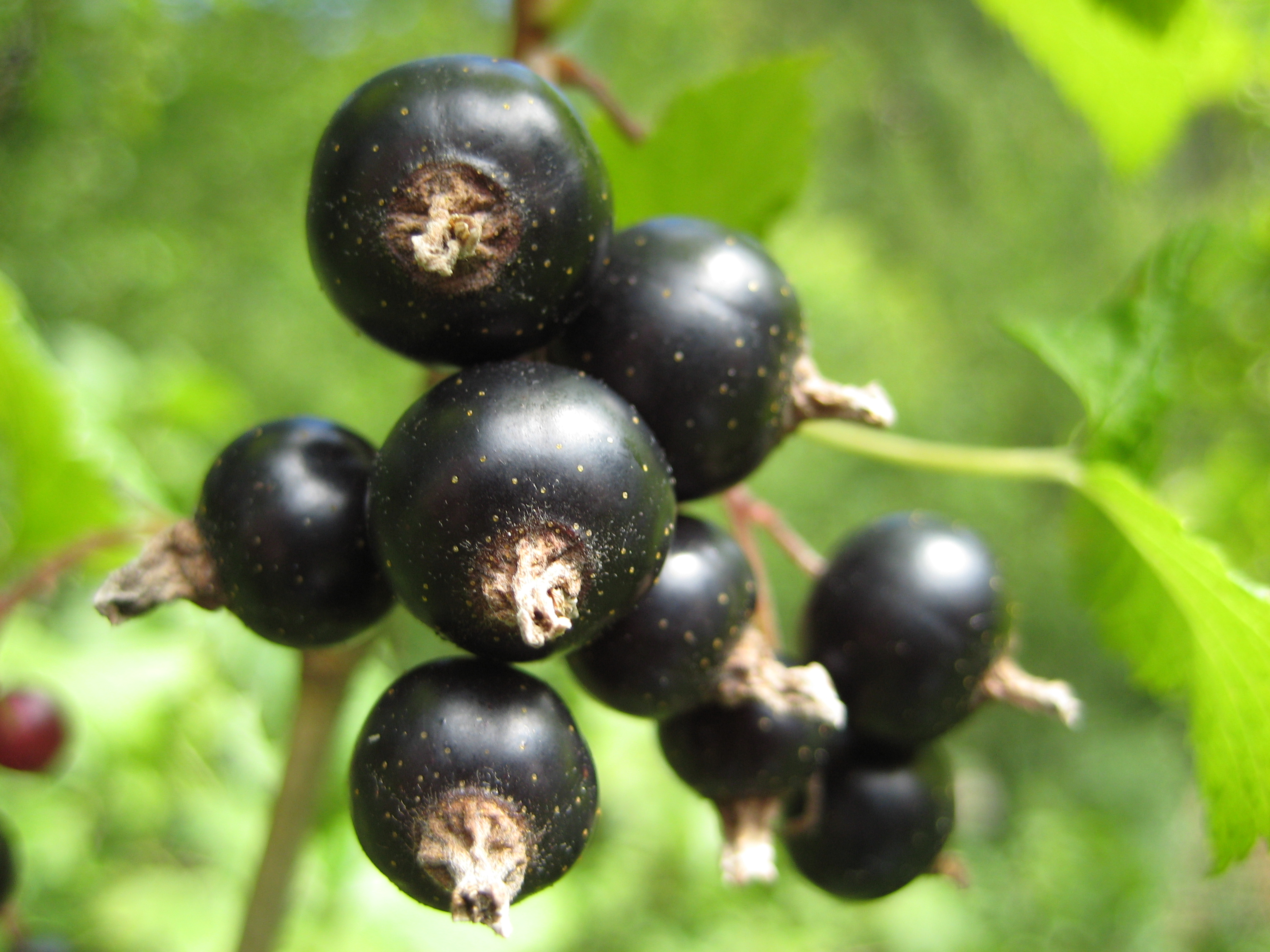
Ribes nigrum
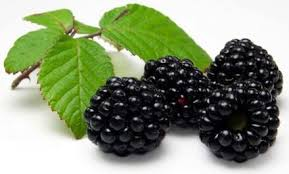
More
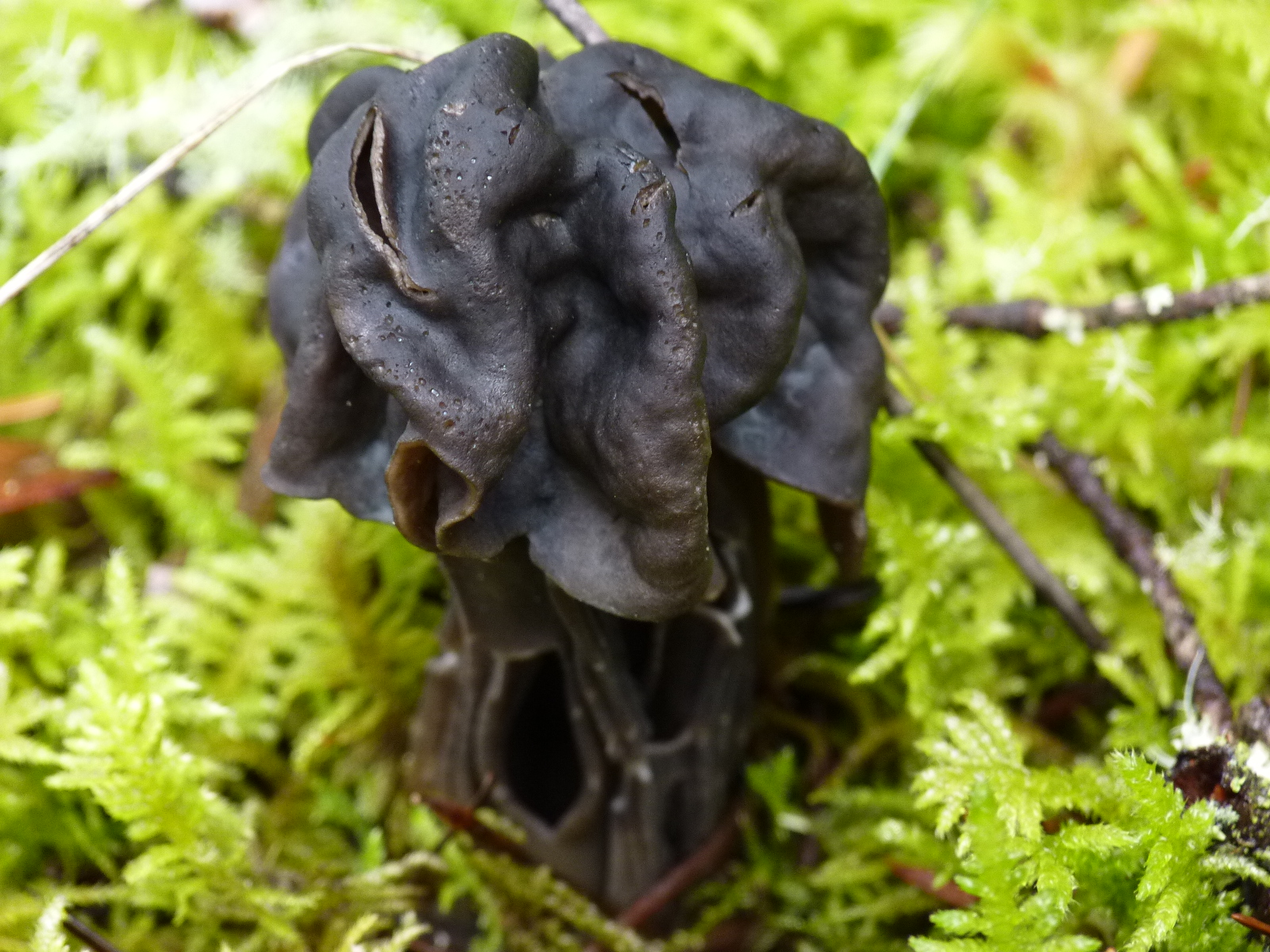
Helvella lacunosa
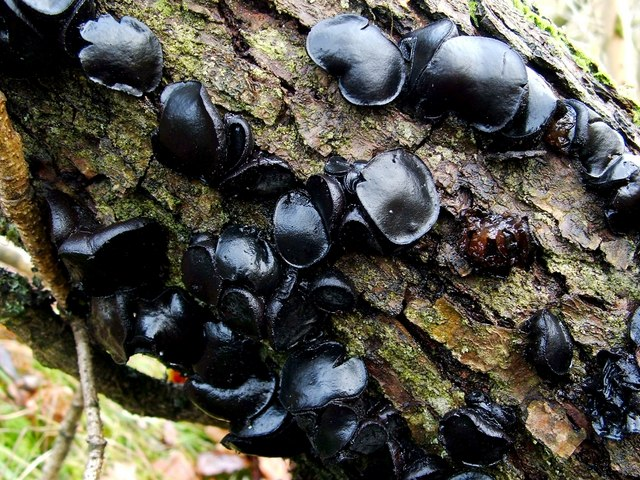
Bulgaria inquinans

Pantera nera
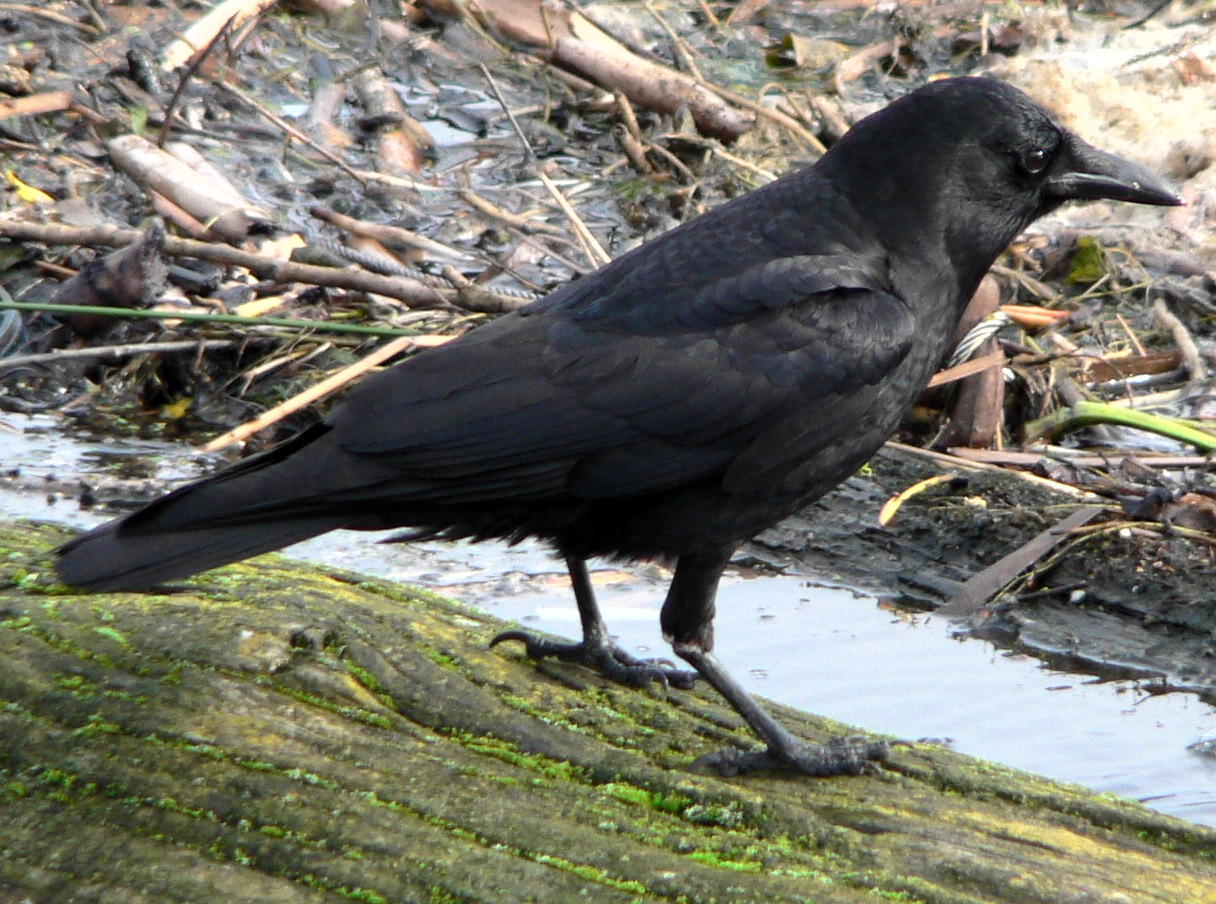
Cornacchia americana (Corvus brachyrhynchos)
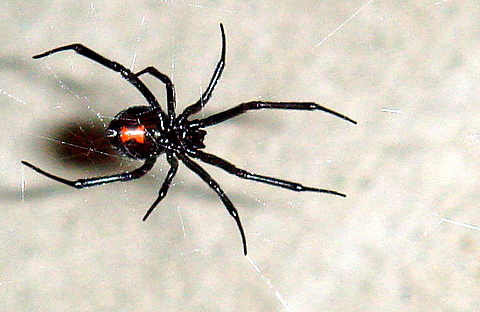
Vedova nera (Latrodectus mactans)
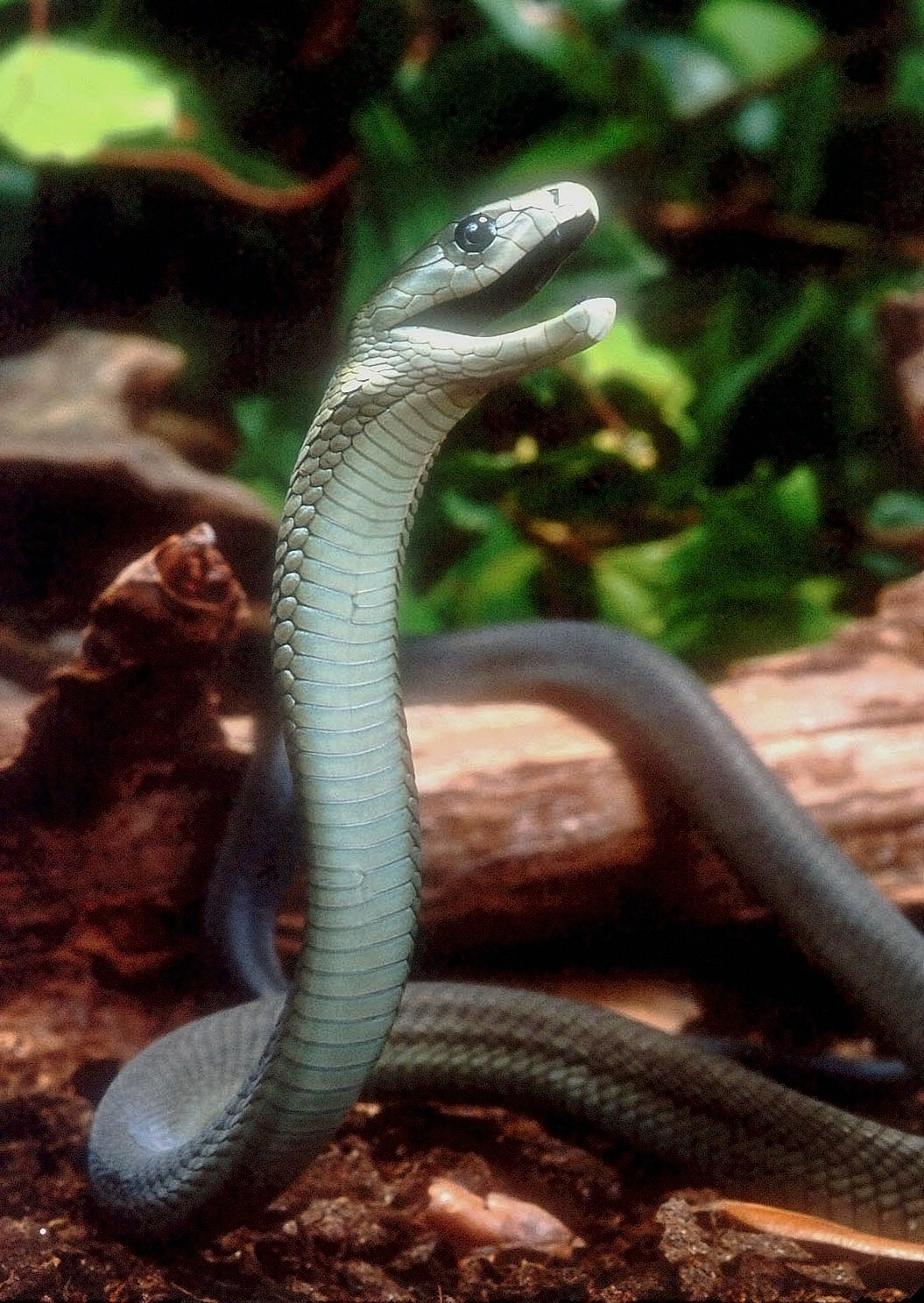
Mamba nero (Dendroaspis polylepis)
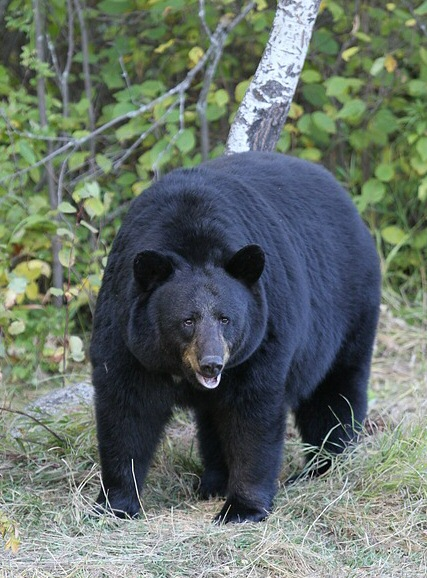
Baribal (Ursus americanus)

## Percezione

### Negli esseri umani
Il nero corrisponde all'impressione visiva che viene sperimentata quando nessuna luce visibile raggiunge l'occhio.

## Colorazione

### Pigmenti e coloranti
I pigmenti che assorbono la luce piuttosto che rifletterla danno luogo al "nero". Possono essere ottenuti anche per mescolanza sottrattiva di diversi pigmenti che, complessivamente, assorbano tutta la luce di ogni colore. La sostanza artificiale più nera che si conosce è Blackest black, che assorbe il 99,995% della radiazione luminosa.

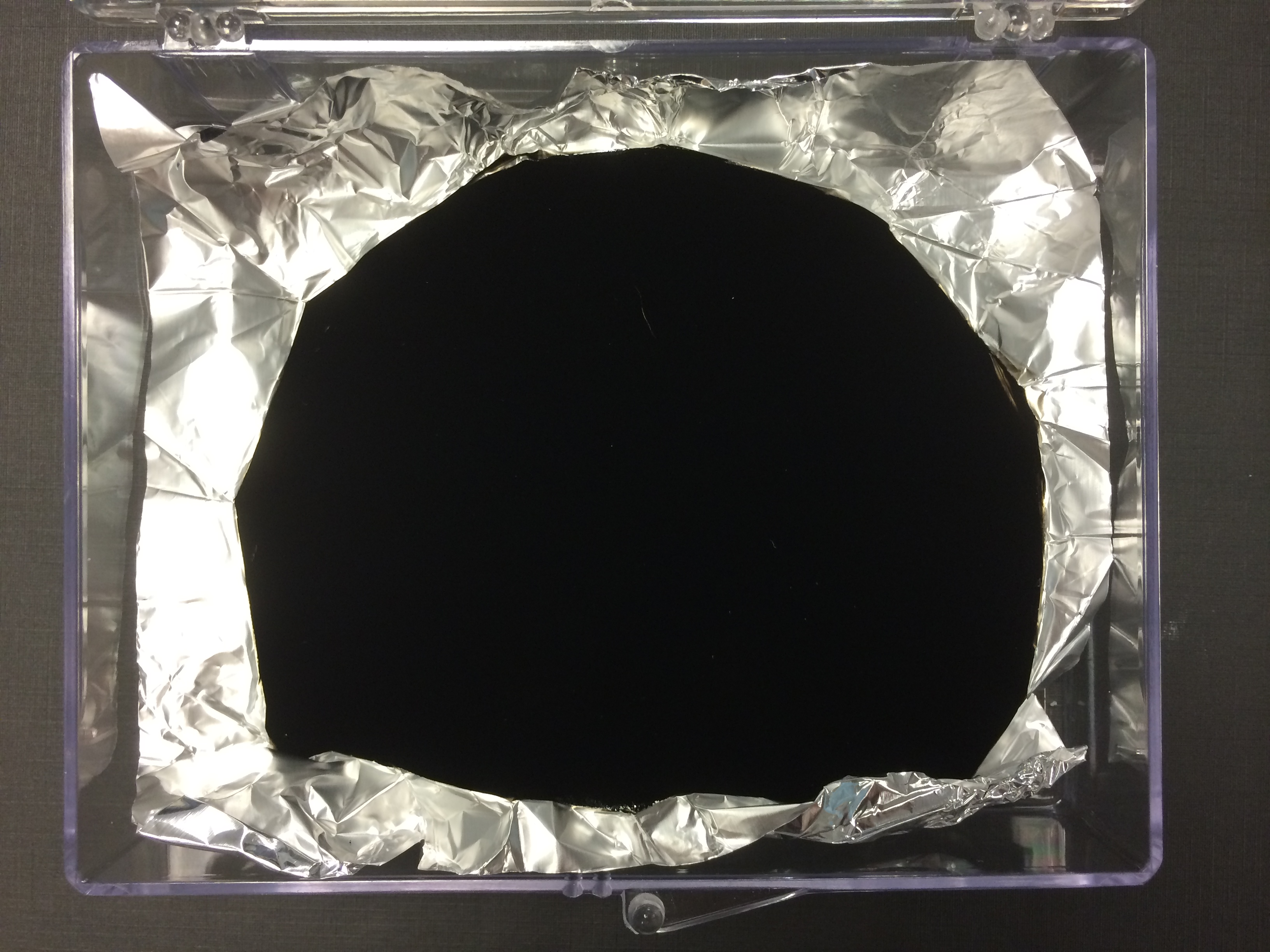
Vantablack

## Codifica

### RGB
Per combinare il colore Nero usando RGB (Red, Green, Blue)
R 0
G 0
B 0

### CMYK
| c    | m    | y    | k    |                                          |
| ---- | ---- | ---- | ---- | ---------------------------------------- |
| 0%   | 0%   | 0%   | 100% | (canonico)                               |
| 100% | 100% | 100% | 0%   | (inchiostri ideali, sintesi sottrattiva) |
| 100% | 100% | 100% | 100% | (registration black)                     |

## Combinazioni con altri colori
Nell'ambito del web, miscelando attraverso miscelazione sottrattiva il colore "nero" (inteso come colore la cui codifica esadecimale è #000000) con altri colori, si ottengono le seguenti combinazioni:
| Nero (#000000) | + | Bianco (#FFFFFF) | = | Grigio (#808080)        |
| Nero (#000000) | + | Rosso (#FF0000)  | = | Rosso scuro (#800000)   |
| Nero (#000000) | + | Blu (#0000FF)    | = | Blu scuro (#000080)     |
| Nero (#000000) | + | Verde (#00FF00)  | = | Verde scuro (#008000)   |
| Nero (#000000) | + | Giallo (#FFFF00) | = | Giallo sporco (#808000) |

Le combinazioni della tabella precedente sono valide solo "a video" e i colori risultanti sono ottenuti a partire dal codice del colore, ovvero attraverso un procedimento matematico da cui si ottiene il codice del colore che è la combinazione "teorica" dei primi due colori.
Nel caso della pittura, della stampa e in altri ambiti in cui il colore nero non è ottenuto su uno schermo elettronico, bensì attraverso l'utilizzo di un pigmento o colorante, il colore che ne risulta può essere più o meno differente a seconda delle sostanze utilizzate, dal supporto e della proporzione dei due colori iniziali.
La miscelazione del nero con gli altri colori fornisce dei risultati differenti da quelli indicati sopra nel caso in cui si utilizzino tecniche di miscelazione additiva.

## Simbolismo
Il nero è per definizione assenza di luce, e ciò rimanda all'idea di mistero, di oscurità, di ombra. L'assenza di luce fa del nero un colore-non colore, che rappresenta tutto ciò che sfugge alla conoscenza razionale e che perciò rimane segreto; simboleggia pertanto l'oscurità nella quale è possibile trovare l'origine di tutte le cose. Il nero è proprio dei corpi che assorbono tutti i colori e dunque assume una particolare potenza, è travolgente, evoca emozioni forti. 

### In psicologia
Nell'ambito della psicologia analitica elaborata da Jung, il nero, la nigredo, è una metafora per indicare la notte oscura dell'anima, quando un individuo è condotto a confrontarsi con l'Ombra dentro di sé. La nigredo degli alchimisti, è infatti caratterizzata dall'archetipo dell'Ombra, che rappresenta tutto ciò che è stato rimosso e rimane perciò oscuro alla coscienza.
La dolorosa, crescente consapevolezza del soggetto dei suoi aspetti in ombra è per Jung un prerequisito per lo sviluppo personale nel percorso di individuazione. Il confronto con l'Ombra genera dapprima una stasi, una disillusione, una battuta d'arresto che frena l'azione e mostra l'inefficacia delle proprie convinzioni. Solo in seguito avviene quella che in filosofia si chiama enantiodromia, cioè il rovesciamento nell'opposto: la nigredo cede il passo all'albedo, la discesa sempre più profonda nell'inconscio si tramuta improvvisamente in un'illuminazione dall'alto.

### Nell'arte
Nell'Occidente il nero è spesso usato nella pittura, nella letteratura e nei film per evocare un senso di paura o per rappresentare la morte. Nello stesso tempo, però, serve a far risaltare la luce, che non si potrebbe percepire se non contrapponendaola al suo contrario.

### In politica, araldica e vessillologia
- Il nero è usato dalle bandiere anarchiche, talvolta divise in diagonale con il rosso (nella guerra di Spagna tale associazione simboleggiava a volte l'alleanza tra anarchici e comunisti; oggi la bandiera nera indica un anarchismo più individualista, se non nichilista o insurrezionalista, mentre la bandiera rossa e nera indica un anarchismo più sociale) e talvolta col verde (per indicare l'alleanza con i movimenti ambientalisti e animalisti).
- In Italia, erano chiamati "neri" i "clericali", favorevoli allo Stato Pontificio. Il nero fu poi il colore delle camicie nere e del Fascismo.
- Nella politica tedesca, "nero" viene usato colloquialmente per indicare i partiti conservatori CDU e CSU.
- Il nero è uno dei colori (smalti) in araldica.

### Festività e religione
- Il nero è il colore del lutto in alcune culture, mentre in altre, come in quella cinese, giapponese e coreana e in certe aree musulmane[10], il lutto è rappresentato dal bianco.

### Nello sport
- Nel calcio gli arbitri tradizionalmente vestono una casacca completamente nera, anche se oggigiorno le regole sono cambiate e gli arbitri indossano divise di diversi colori. Come il rosso e il blu/azzurro, il nero viene usato insieme a più colori per le magliette delle squadre di calcio, soprattutto in Italia, dove gli esempi più noti sono la Juventus, il Milan e l'Inter.
- Nell'automobilismo, una bandiera nera segnala che un certo pilota deve ritirarsi dalla corsa.
- Sempre nell'automobilismo, il nero è stato il colore nazionale delle auto da corsa italiane fino agli anni '20, quando, per ragioni sconosciute, si è passati al rosso.
- Nel ciclismo la maglia nera era il simbolo dell'ultimo classificato al Giro d'Italia.
- Il nero è il colore della biglia numero 8 in un gioco di biliardo. Nel gioco denominato "Palla 8", questa è l'ultima che deve essere imbucata, ma se accidentalmente cade in una buca, determina la sconfitta istantanea.
- Il nero è il colore di uno dei pezzi nel gioco degli scacchi e delle pedine nel gioco della dama.

### Superstizioni

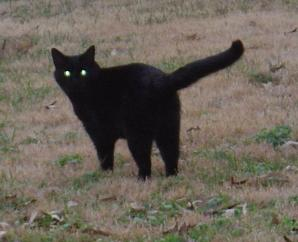

### Altre simbologie
- Nell'Antico Egitto, il nero (KeM) era attinente al Caos originario da cui tutto deriva e, insieme al verde, era un colore simbolo dell'Aldilà (luogo di rigenerazione) in cui, mancando la luce, tutte le cose erano indistinte e presenti solo in potenza.
- Nell'antica Cina, il nero, simbolo del Nord e dell'acqua, era uno dei cinque colori principali.
- Nelle tribù Masai del Kenya e in Tanzania, il nero è associato alle nuvole che portano la pioggia, diventando un simbolo di vita e prosperità.
- Nella moda occidentale, il nero è considerato elegante.

## Nel lessico

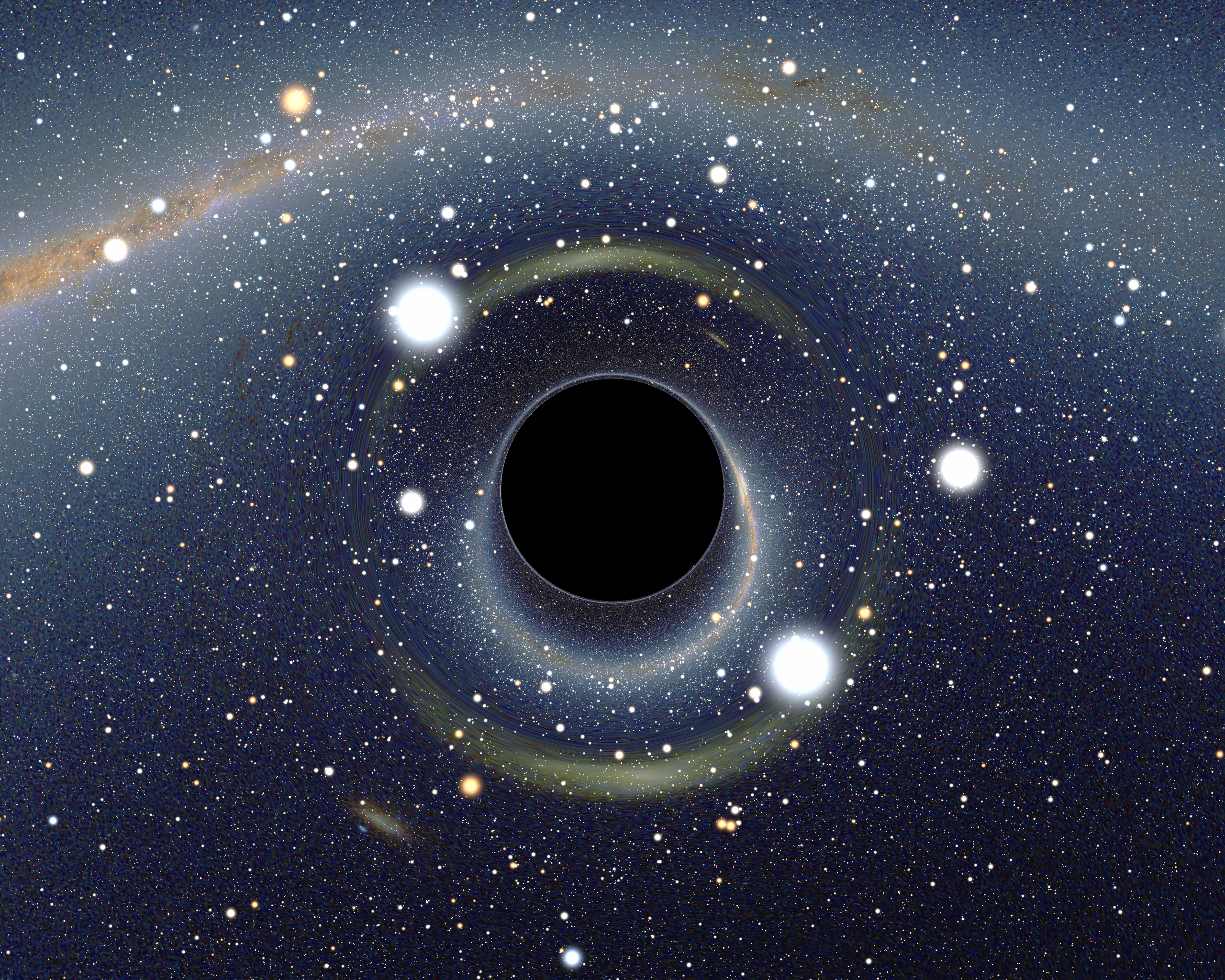
Rappresentazione di un buco nero.

- "Nero" è usato spesso, nella cultura occidentale, per riferirsi ad una persona di pelle scura.
- Nel mondo occidentale, il nero solitamente è usato con una connotazione negativa: un "giorno nero", in queste culture, potrebbe riferirsi a un giorno triste o tragico (ad esempio il settembre nero in Giordania si riferisce a un mese in cui centinaia di persone furono uccise).
- La commedia nera è una forma di commedia che tratta argomenti morbosi ma importanti.
- Un romanzo nero è una storia raccontata dal punto di vista del criminale protagonista.
- Dire che un conto bancario è "in nero" significa che il conto in questione non ha debiti (in contrapposizione all'"essere in rosso", che invece significa avere dei debiti: nella contabilità tradizionale gli importi negativi, come le perdite, erano scritti con inchiostro rosso, e gli importi positivi, come i profitti erano scritti con inchiostro nero).
- Un pagamento o un lavoro in nero significa senza registrazione al fine di evadere le tasse (si veda economia sommersa).
- Con l'espressione martedì nero (detto anche Big Crash) ci si riferisce al giorno del crollo della borsa valori avvenuto il 29 ottobre 1929 a New York
- Nelle discussioni, dire di una cosa che è "bianco e nero", significa che l'argomento di cui si parla ha una caratteristica dicotomica.
  - Un "progetto nero" è un progetto riservato, come la decrittazione del codice Enigma, o operazioni segrete della polizia
  - Alcune organizzazioni sono chiamate "nere" quando mantengono un profilo riservato, come le società anonime, e le società segrete.
  - La "propaganda nera" è l'uso di parziali verità o altri stratagemmi per confondere gli avversari.
- Il termine "nero" è usato in molti contesti ecclesiastici:
  - Con "aristocrazia nera" si ci riferisce al clero, contrapposta alla "aristocrazia bianca" (i nobili).
  - I Guelfi Neri sono una fazione dei guelfi fedeli al Papa.
  - I "monaci neri" sono l'ordine dei cluniacensi, per via della loro tunica di colore scuro indossata per umiltà.
- Il termine "buco nero" viene applicato alle stelle collassate. Tale termine è metaforico, perché ai buchi neri si applicano poche proprietà fisiche degli oggetti neri o del vuoto assoluto. In ogni caso, la luce emessa all'interno dell'orizzonte degli eventi di un buco nero non può sfuggirne, quindi un buco nero non può essere osservato direttamente.
- In fisica un "corpo nero" è un oggetto che assorbe tutta la radiazione elettromagnetica incidente (e quindi non ne riflette).